# Ludwig Meinardus

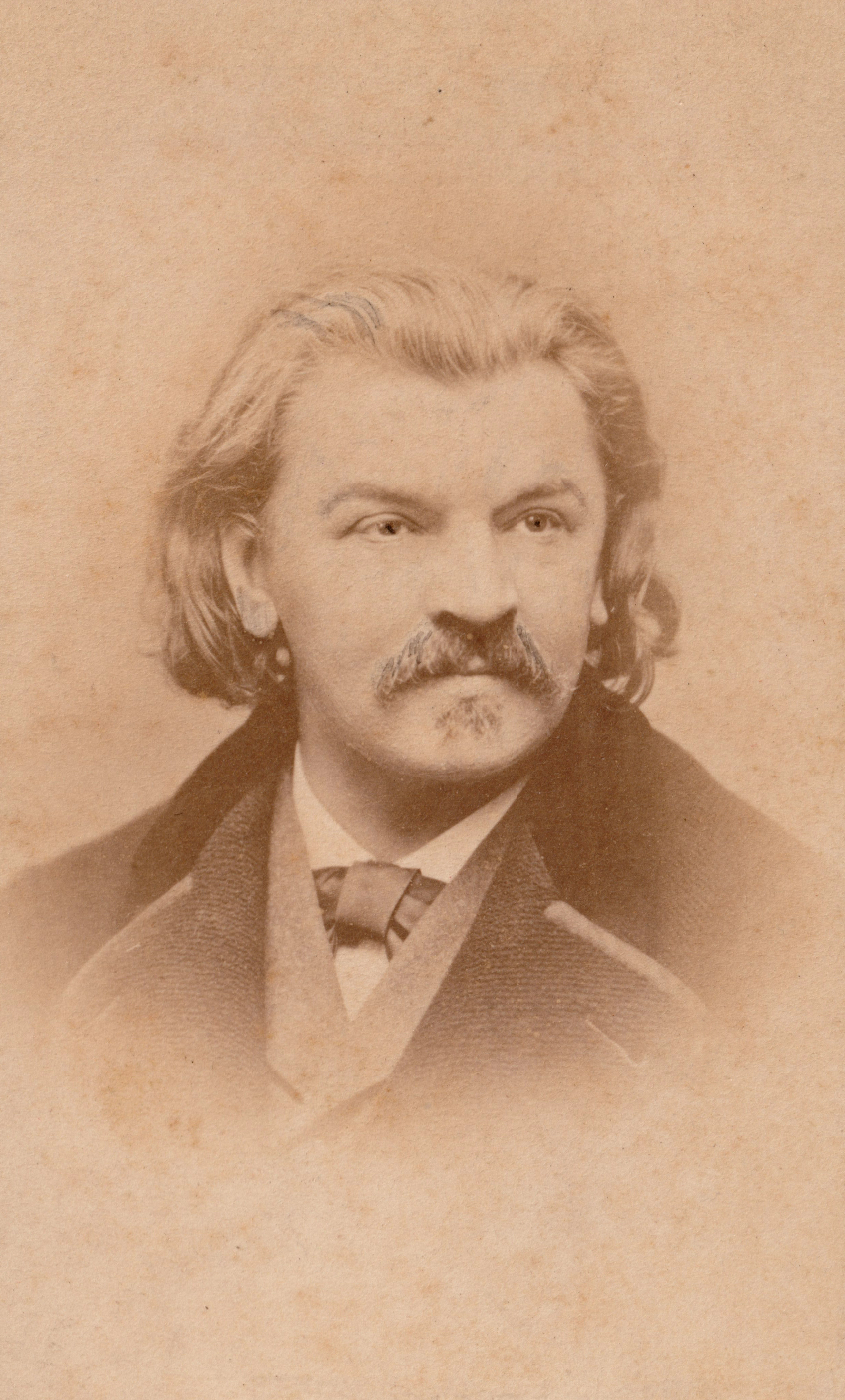
Ludwig Meinardus (1876)

Ludwig Siegfried Meinardus (* 17. September 1827 in Hooksiel; † 10. Juli 1896 in Bielefeld) war ein deutscher Komponist und Musikschriftsteller.

## Leben und Werk
Ludwig Meinardus war der Sohn des Amtseinnehmers Carl Christoph Meinardus (1798–1888) und dessen Ehefrau Emilie Magdalene, geborene Alfken (1798–1873). Er wuchs in Jever auf und besuchte das dortige Mariengymnasium. In seinen ersten Kompositionsversuchen wurde er von Robert Schumann bestärkt, der ihn ermutigte, sich am 1843 gegründeten Leipziger Konservatorium einzuschreiben. Bereits 1847 aber verließ Meinardus das Konservatorium ohne Abschluss, um sich privat bei August Ferdinand Riccius (1819–1886) in Leipzig fortzubilden.
Nach einer längeren Zeit als Privatlehrer und mit freier Komponistentätigkeit in Caputh bei Potsdam setzte er 1851 sein Studium bei Adolf Bernhard Marx in Berlin fort. Hier schloss er sich der Bande Bob an, einem Kreis junger Künstler, der sich für die Verbreitung zeitgenössischer Musikwerke, vornehmlich Robert Schumanns, im konservativen Berlin einsetzte. Nebenher schrieb er auch für die Neue Zeitschrift für Musik. 1853 folgte schließlich die Übersiedlung nach Glogau in Schlesien als Musikdirektor der dortigen Singakademie.
Bereits 1850 hatte Meinardus sein op. 1, eine Novelle für Klavier bei Whistling in Leipzig veröffentlicht. Vorausgegangen war die Bekanntschaft mit Franz Liszt in Bad Eilsen und in Weimar. Liszt blieb Meinardus fortan freundschaftlich verbunden und setzte sich u. a. für die Aufführung des Oratoriums Luther in Worms (1874) ein.
1865 siedelte Meinardus nach Dresden über, wo er als Privatdozent am Konservatorium tätig war und Gesang und Harmonielehre unterrichtete. 1874 erfolgte der Wechsel als Musikkorrespondent nach Hamburg. Seit dieser Zeit verstärkte Meinardus seine musikschriftstellerische Tätigkeit, als deren Höhepunkt die populäre Mozart-Biografie von 1883 gelten kann. Im Lutherjahr 1883 wiederum gelangte das Oratorium Luther in Worms zu internationaler Bekanntheit, wodurch die bleibende Bedeutung von Meinardus’ Werk begründet wurde.
Seine letzten Lebensjahre verbrachte Meinardus ab 1887 als Chordirektor der Bodelschwingh’schen Anstalten in Bielefeld. Noch ein Jahr vor seinem Tod veröffentlichte Meinardus einen Roman Eigene Wege (1896), mit dem er neue schriftstellerische Wege beschritt. Bereits 1874 hatte er mit Ein Jugendleben eine zweibändige Autobiografie veröffentlicht, die – abgesehen von einer Neigung zu weitschweifiger Selbststilisierung – als eine wertvolle Quelle zum Schumann- und Mendelssohn-Umkreis gelten darf. Im Streit der Brahms-Anhänger mit der Neudeutschen Schule um Liszt schlug sich Meinardus, dessen an Beethoven und Schumann orientierte Musikanschauung deutlich national-konservative Züge trägt, auf Seiten Brahms. Sein Stil war stark von Mendelssohn beeinflusst und er stand entschieden auf der Seite der Wagnergegner.
Eine Rezeption der Werke von Meinardus setzte erst 2006 durch Gundolf Semrau ein und erreichte im Luther-Jahr 2017 mit Luther in Worms in zahlreichen Städten einen Höhepunkt.

### Familie
Meinardus heiratete am 9. April 1861 in Glogau Amalie von Conrady (1817–1894), Tochter des preußischen Oberstleutnants Wilhelm Ludwig von Conrady. Der spätere preußische General der Infanterie Emil von Conrady (1827–1905) war ihr jüngerer Bruder. Die Ehe blieb kinderlos. Seine Grabstätte befindet sich auf dem Johannisfriedhof in Bielefeld.

## Werke
Meinardus’ Schaffen (48 gedruckte Werke) umfasst hauptsächlich Lieder und Kammermusik sowie sechs Oratorien. Zwei Sinfonien und Opernfragmente blieben ungedruckt. Durch seine Beschäftigung mit der Musik alter Meister belebte Meinardus die barocke Suitenform neu. Eines dieser Werke trägt den Titel Suite über ein deutsches Volkslied, Thema der Komposition ist die von der oldenburgischen Großherzogin Cäcilie komponierte Melodie zur späteren Volkshymne Heil dir, o Oldenburg. Auch als Schriftsteller war Meinardus aktiv mit der Veröffentlichung von Büchern und Aufsätzen.

### Kompositionen (Auswahl)

#### Kammermusik
- Novelle für Klavier op. 1
- Duo für Violine und Pianoforte, op. 5, Karl und Johannes Meinardus gewidmet; F. E. C. Leuckart Verlag, Breslau, 1856.
- Duo für Pianoforte und Violoncello, op. 32, Friedrich Grützmacher zugeeignet; Aug. Cranz Verlag, Bremen, 1870.
- Piano-Trio in a-Moll, op. 40, Herrn Capellmeister A. F. Riccius gewidmet; Joh. Aug. Böhme, Hamburg, 1880.
- Streichquartett No.2 in C-Dur, op. 43, Freiherr Reinhard Carl Friedrich von Dalwigk gewidmet; C. F. W. Siegel, Leipzig, 1885.

#### Oratorien
- Simon Petrus op. 23 (1857); Neuveröffentlichung 2018 beim Renaissance Musik Verlag
- Gideon (1862)
- König Salomo op. 25 (1862/63); Neuveröffentlichung 2010 beim Renaissance Musik Verlag.
- Luther in Worms (1871/1872, Libretto: Wilhelm Roßmann, Uraufführung 1874)
- Emmaus op.46 (1896 Breitkopf und Härtel); Neuveröffentlichung 2018 beim Renaissance Musik Verlag

Weitere Vokalwerke
- Kantate auf Christi Geburt für Chor, Gemeindegesang und Orgel, op. 48. Verlag: Schriftenniederlage der Anstalt Bethel, Bielefeld (um 1895). online

### Musikschriftstellerische Arbeiten (Auswahl)
- Des einigen Deutschen Reiches Musikzustände. 1872.
- Rückblicke auf die Anfänge der Deutschen Oper in Hamburg. 1878.
- Mattheson und seine Verdienste um die deutsche Tonkunst. 1879.
- Mozart. Ein Künstlerleben. Verlag J. Guttentag, Berlin/Leipzig 1883.
- Die Deutsche Tonkunst. 1888.
- Klassizität und Romantik in der deutschen Tonkunst. 1893.

## Diskografie
- Novelle c-moll op. 7 – Ludwig Meinardus trifft W. A. Mozart; Gundolf Semrau, Klavier; (Eigenproduktion, 2006)[3]
- Suite über ein deutsches Volkslied op. 10 – Müthel, Meinardus und Martinu; Gundolf Semrau, Klavier, (Eigenproduktion, 2010)[3]
- Simon Petrus op. 23 – Konzertmitschnitt, prod. 2018 (euthenic media, 2018)
- König Salomo op. 25 – Konzertmitschnitt der Erstaufführung (euthenic media, 2010)
- Duo für Pianoforte und Violoncello op. 32 – Schumann, Meinardus, Brahms - Kammermusik für Klavier und Violoncello; Gundolf Semrau, Klavier; Christoph Otto Beyer, Violoncello; GSCB 31598 (Eigenproduktion, 2000)[3]
- Luther in Worms op. 36 – Rheinische Kantorei, Concerto Köln, Solisten, Ltg. Hermann Max (CPO 777 540-2, 2015)

## Nachlass
Meinardus’ kompositorischer und schriftstellerischer Nachlass wird in der Göttinger Universitätsbibliothek aufbewahrt.